# باجاج آونجر

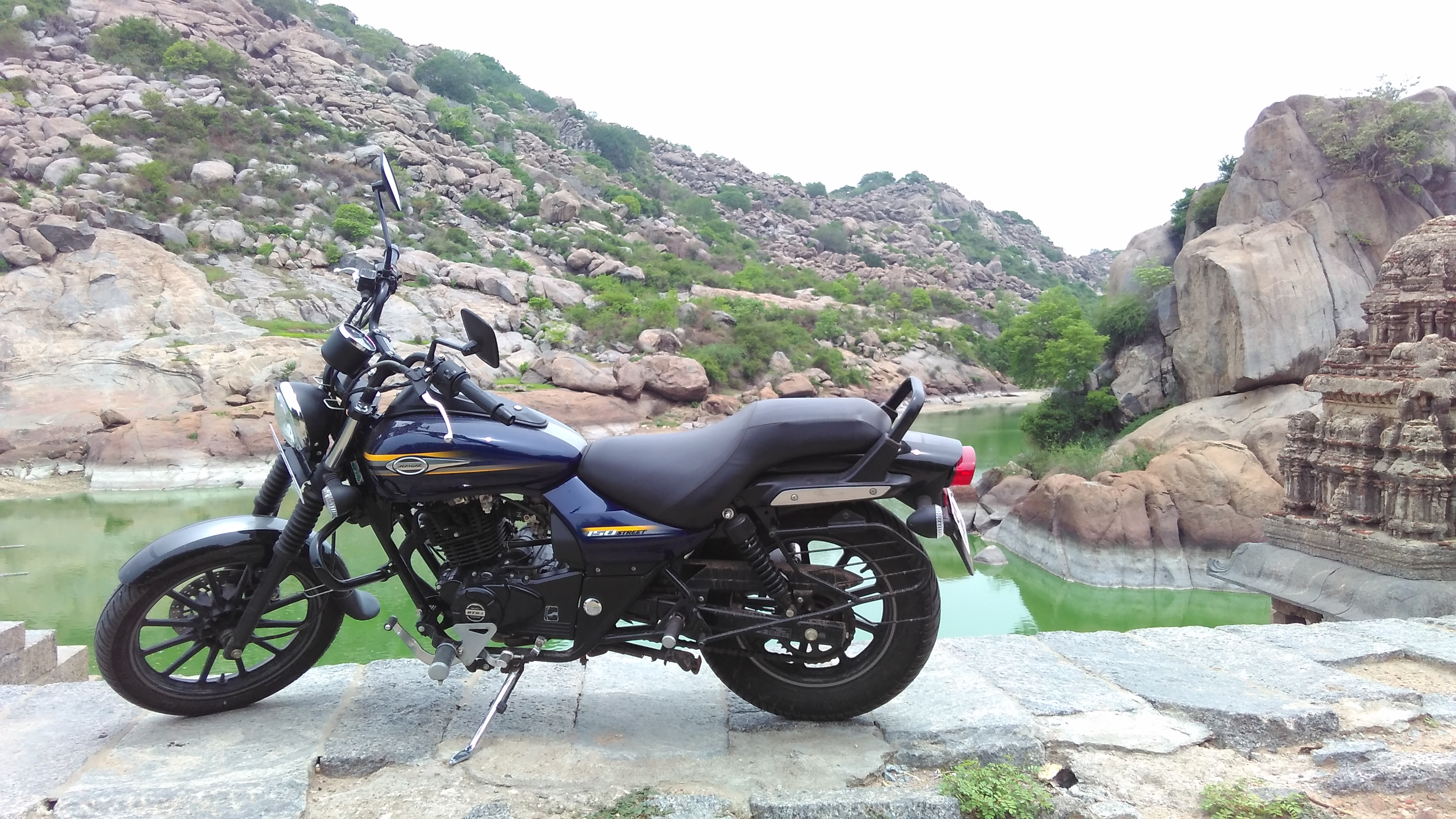
باجاج اونجر 150‌سی‌سی

باجاج آونجر (به انگلیسی: Bajaj Avenger) یک موتورسیکلت به سبک کروزر است که توسط کمپانی باجاج آتو در هند طراحی و ساخته شده‌است. اونجر طراحی خود را از کاوازاکی المیناتور(Elminator) الهام می‌گیرد. کاوازاکی المیناتور حاصل همکاری مشترک شرکت‌های باجاج و کاوازاکی بود که تنها توسط باجاج مونتاژ می‌شد اما شرکت باجاج مدت‌ها بعد با اعمال تغییراتی در انجین و ظاهر المیناتور و تغییر آن از دو سیلندر به تک سیلندر، آن را با نام اونجر وارد خط تولید خود نمود. کاوازاکی نیز با الهام از این طراحی، المیناتور تک سیلند را به خط تولید خود اضافه نمود.
اونجر دارای موتور تک سیلندر روغن‌خنک است و تا کنون در مدل‌های 220, 200, 160و 150 تولید و به ایران نیز وارد شده است. 

## مدل‌های تولید شده Avenger
- سری DTS-i
  - Avenger 200 (توقف تولید)
- سری Cruise
  - Avenger 220 Cruise
- سری Street
  - Avenger 150 Street (توقف تولید)
  - Avenger 160 Street
  - Avenger 180 Street (توقف تولید)
  - Avenger 220 Street